# Schäffer (Familie)
Die Familie Schäffer (auch Schaeffer) ist ein Regensburger Mediziner- und Gelehrtengeschlecht, das mit dem Archidiakon Johann Christoph Schaeffer als Stammvater († 1728)  ursprünglich aus Querfurt stammte.

## Herkunft und Gründung der Familie Schäffer in Regensburg
Der unerwartet frühe Tod des Querfurter  Archidiakons Johann Christoph Schäffer (1677–1728), der zum Stammvater der späteren neuen Großfamilie Schäffer in Regensburg wurde, hinterließ 1728 seine Ehefrau Martha Viktoria Schäffer (geb. Schernberger) mit fünf Kindern in ärmlichen Verhältnissen. Der älteste Sohn Jacob Christian Schäffer (* 1718), der nach einer Grundausbildung und einem Theologiestudium ab 1738 in Regensburg zunächst als Hauslehrer tätig gewesen war, wurde dann als Prediger an der Neupfarrkirche ordiniert. Er holte seinen jüngeren Bruder Johann Gottlieb Schäffer (* 1728) zu sich nach Regensburg, um ihn bei seiner Ausbildung unterstützen zu können. Man kann annehmen, dass es der Einfluss des älteren Bruders dem jüngeren Bruder möglich machte, am städtischen, protestantischen Gymnasium poeticum die alten Sprachen zu erlernen. Damit begann eine Entwicklung, die im Laufe der Jahre Regensburg zum  Zentrum einer neuen Familie Schäffer machte. Einzelne Mitglieder der Familie erlangten persönlichen Adel. Ein Sonderfall wurde Gottlieb August Herrich, der den Namen Schäffer als Zweitnamen annahm und sich Gottlieb August Herrich-Schäffer nannte, nachdem er 1821 als Enkel von seinem Großvater Johann Ulrich Gottlieb von Schäffer adoptiert worden war.

## Stammliste
1. Johann Christoph Schaeffer († 1728), Archidiakon in Querfurt[1]
  1. Jacob Christian Schäffer (1718–1790), Superintendent, Extraordinarius, Botaniker, Mykologe, Entomologe, Ornithologe und Erfinder
  2. Johann Gottlieb Schaeffer (1720–1795), Arzt und Naturforscher
    1. Jacob Christian Gottlieb von Schäffer (1752–1826), Arzt
      1. ein Sohn († 1799), studierter Mediziner (wurde 1799 an der Universität Jena promoviert, erkrankte anschließend und verstarb in Regensburg).[6]
      2. Sophie Schäffer (1779–1816) ⚭ 1800 Adam Elias von Siebold (1775–1828), Gynäkologe und Hochschullehrer[7]
        1. Eduard Caspar Jacob von Siebold (1801–1861), Gynäkologe und Hochschullehrer
        2. Carl von Siebold (1804–1885), Arzt, Zoologe und Hochschullehrer

      3. Henriette Schäffer (1783–1856) ⚭ Gottfried Karl Johann Brenner (1772–1840), herzoglich anhaltischer Legationsrat[8]
        1. Wilhelm Brenner-Schäffer (1814–1881), königlicher Medizinalrat und Bezirksarzt

    2. Johann Ulrich Gottlieb von Schäffer (1753–1829), Arzt, ⚭ Christina Elisabeth Ritter (geb. Glätzl)[9]
      1. Maria Margareta Schäffer (1781–1815) ⚭ Johann August Herrich (1768–1858), Medizinalrat[10], Untere Bachgasse 10[9]
        1. Gottlieb August Herrich-Schäffer (1799–1874), Mediziner, Landgerichtsarzt und Entomologe
        2. Karl August Herrich (1808–1854), Arzt[8]